# Península de Nuussuaq
La península de Nuussuaq ([nuːsːuɑq] según la antigua ortografía Nûgssuaq) está localizada en la costa oeste de Groenlandia (Dinamarca) frente a la bahía de Baffin en la llamada bahía de Disko y la isla homónima, compartida por las municipalidades de Uummannaq e Ilulissat.
En esta península se encuentra localizada la cabecera municipal de Uummannaq, 8 kilómetros al sur del pueblo se encuentra el antiguo asentamiento de Qilakitsoq donde fueron encontradas 8 momias de antiguos pobladores inuit, que probablemente pudieran haber muerto en 1475, se trataba de 6 mujeres y 2 bebés, los cuales son exhibidos actualmente en el Museo Nacional de Nuuk.

## Galería

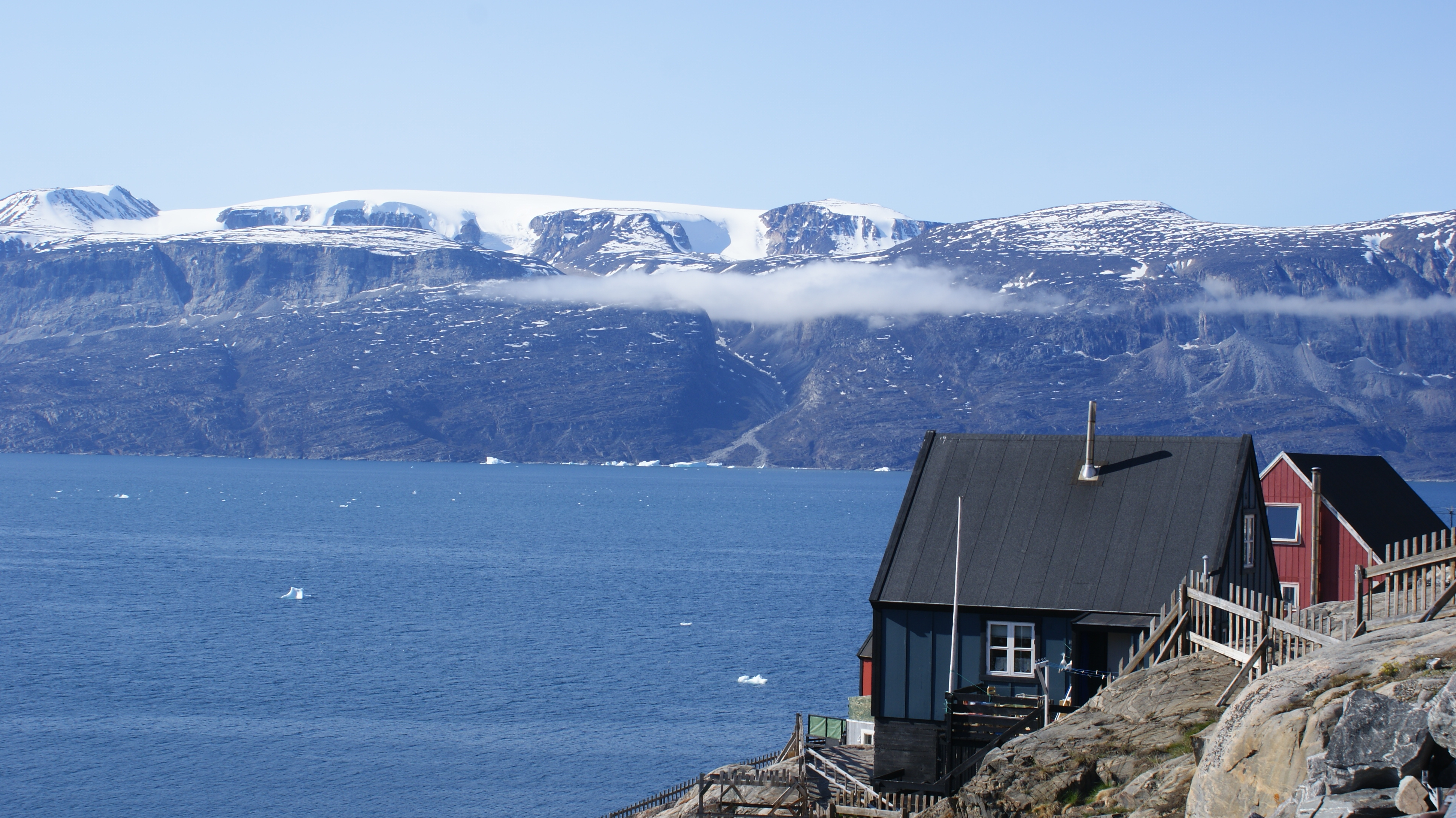
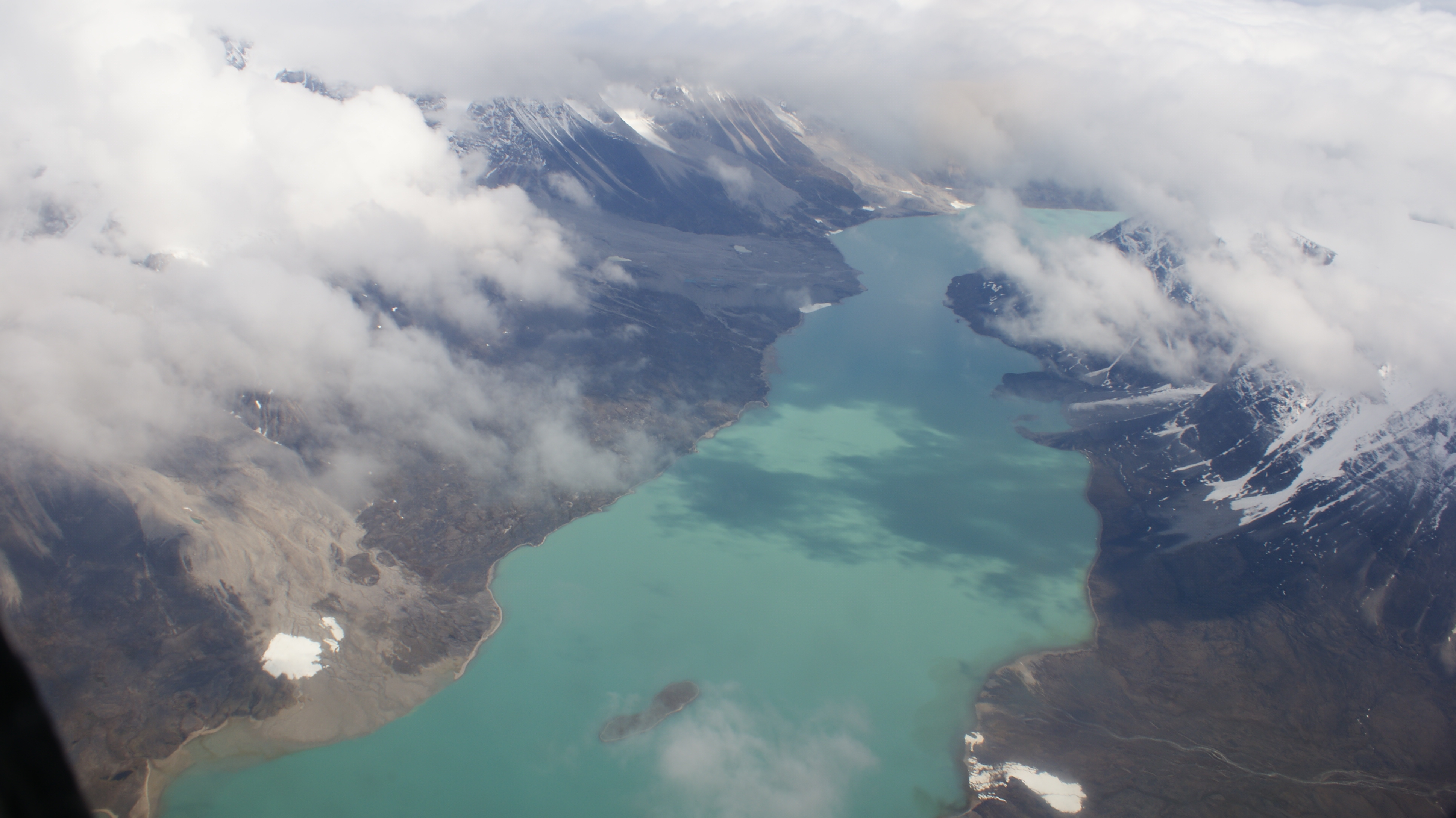
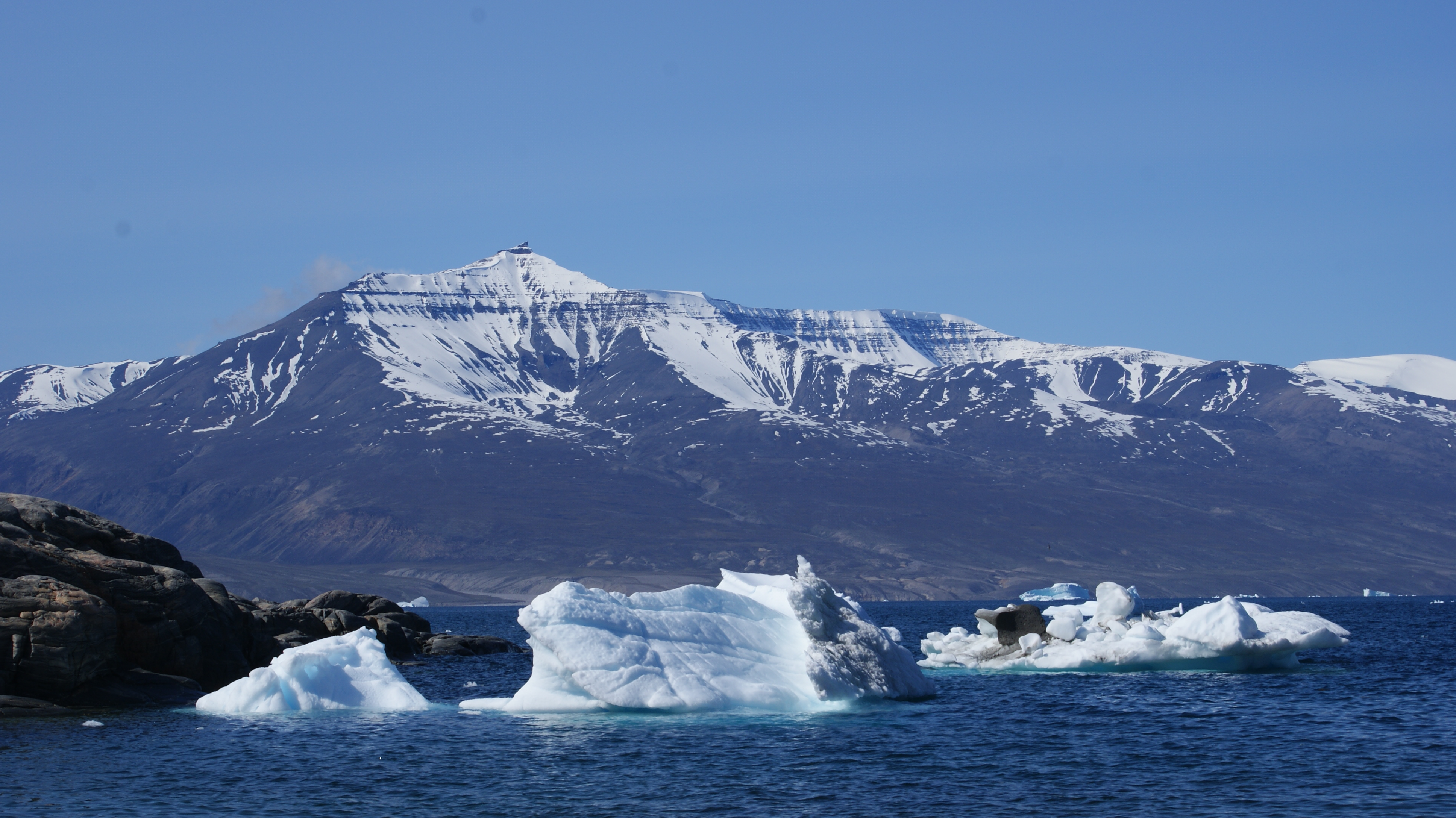
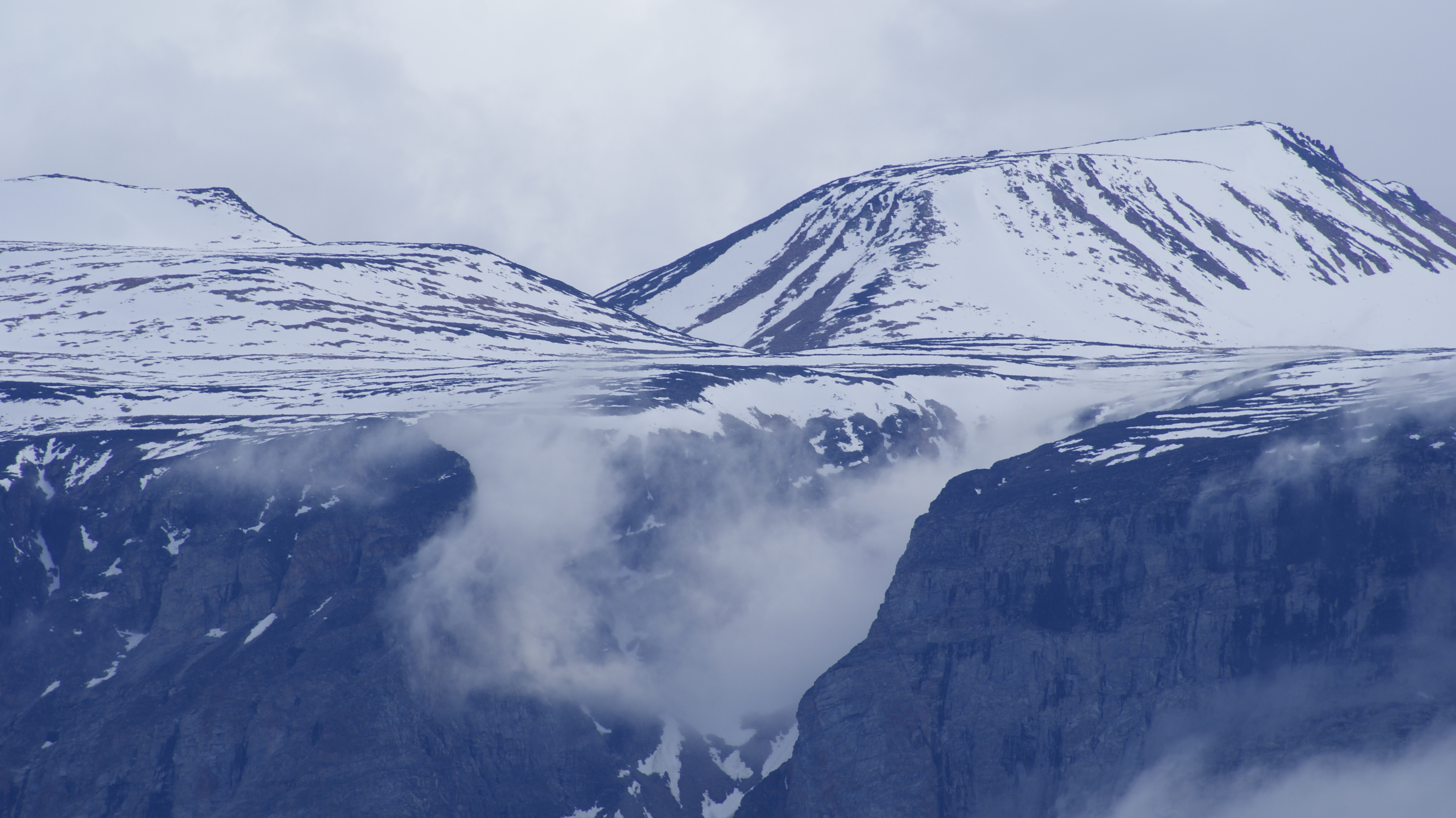
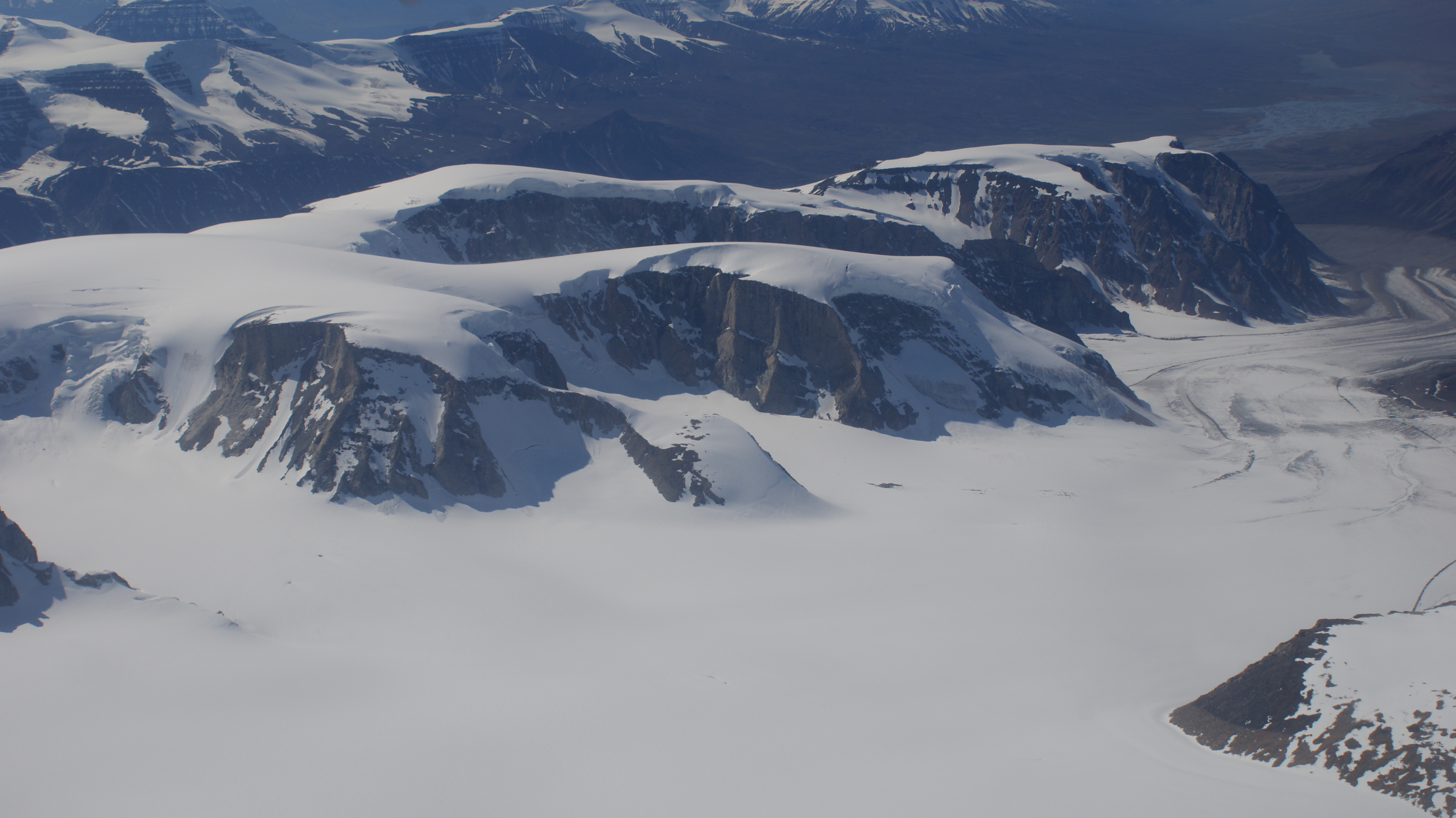